# 1-Cikloheksil-piperazin
1-Cikloheksil-piperazin je derivat piperazina. On je prekurzor jedinjenja PB28.

## Literatura
1. ↑   уреди
2. ↑  Evan E. Bolton; Yanli Wang; Paul A. Thiessen; Stephen H. Bryant (2008). „Chapter 12 PubChem: Integrated Platform of Small Molecules and Biological Activities”. Annual Reports in Computational Chemistry. 4: 217—241. doi:10.1016/S1574-1400(08)00012-1.
3. ↑  Berardi F, Colabufo NA, Giudice G, Perrone R, Tortorella V, Govoni S, Lucchi L (1996). „New sigma and 5-HT1A receptor ligands: omega-(tetralin-1-yl)-n-alkylamine derivatives”. J. Med. Chem. 39 (1): 176—82. PMID 8568804. doi:10.1021/jm950409c.